# Max-Morlock-Stadion
El Max-Morlock-Stadion anteriormente Frankenstadion es un estadio de fútbol y atletismo ubicado en la ciudad de Núremberg, en el estado de Baviera, Alemania. Su dirección es Max-Morlock-Platz 1, D-90471 Nürnberg.
El estadio actual data desde 1991 y sirve de sede habitual al equipo de fútbol 1. FC Nürnberg de la Bundesliga Alemana. Albergó tres juegos de la Copa Confederaciones 2005 y cinco partidos de la Copa Mundial de Fútbol de 2006. A su vez, en 2013 se jugó allí un partido de la Liga Alemana de Hockey sobre Hielo entre los Thomas Sabo Ice Tigers y los Eisbären Berlin ante 50 000 espectadores, la cuarta mayor asistencia en el hockey sobre hielo europeo.

## Denominación
El estadio se denominaba originalmente Frankenstadion. Desde el 14 de marzo de 2006 hasta 2012, el estadio llevó el nombre de "easyCredit-Stadion", después del financiamiento que obtuvo del banco alemán Norisbank AG para su remodelación. Actualmente, desde febrero de 2013, el estadio se denomina Grundig Stadion, por su patrocinador Grundig.
Durante el desarrollo de la Copa Mundial de la FIFA 2006 se llamó Frankenstadion otra vez, debido a que la FIFA no permitía ningún tipo de publicidad en el nombre de los estadios.
En julio de 2016, el nombre del estadio volvió a cambiar a Stadion Nürnberg después de que la ciudad de Núremberg no pudiera encontrar un nuevo patrocinador. Desde el 1 de julio de 2017, el nombre del estadio se convirtió oficialmente en Max-Morlock-Stadion, en homenaje a Max Morlock futbolista del 1. FC Nürnberg de la década de 1950 y principios de la de 1960, que jugó 26 partidos internacionales con la Selección de Alemania Federal, marcando 21 goles, integrando la selección campeona del mundo en la Copa Mundial de Suiza 1954.

## Eventos

### Copa Confederaciones 2005
El estadio albergó tres partidos de la Copa Confederaciones 2005.
| Fecha               | Equipo #1 | Resultado | Equipo #2 | Ronda                 | Espectadores |
| ------------------- | --------- | --------- | --------- | --------------------- | ------------ |
| 18 de junio de 2005 | Australia | 2–4       | Argentina | Primera fase, Grupo A | 25.618       |
| 21 de junio de 2005 | Argentina | 2–2       | Alemania  | Primera fase, Grupo A | 42.088       |
| 25 de junio de 2005 | Alemania  | 2–3       | Brasil    | Semifinal             | 42.187       |

### Copa Mundial de Fútbol de 2006
El estadio albergó cinco partidos de la Copa Mundial de Fútbol de 2006.

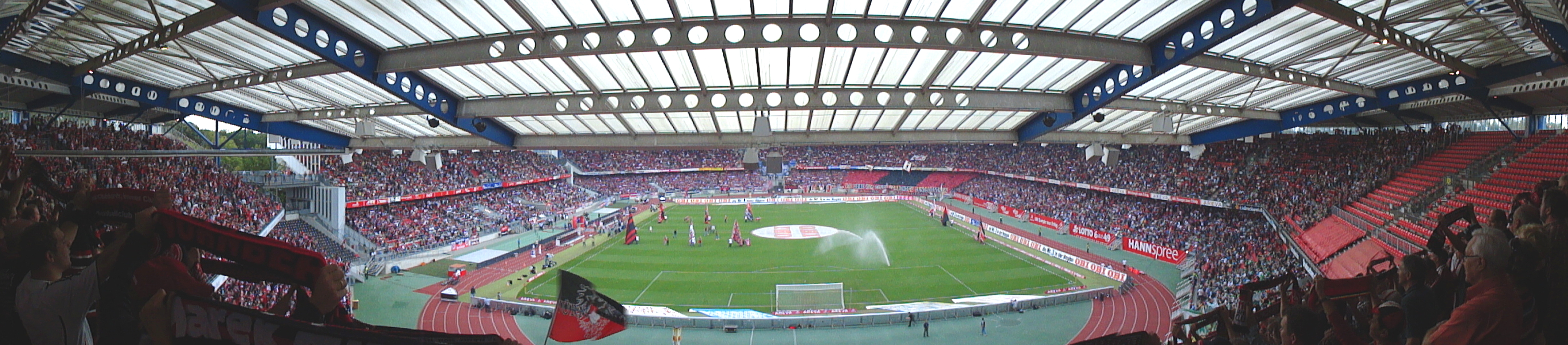
Imagen panorámica del estadio.

| Fecha               | Equipo #1  | Resultado | Equipo #2         | Ronda                 | Espectadores |
| ------------------- | ---------- | --------- | ----------------- | --------------------- | ------------ |
| 11 de junio de 2006 | México     | 3–1       | Irán              | Primera fase, Grupo D | 41.000       |
| 15 de junio de 2006 | Inglaterra | 2–0       | Trinidad y Tobago | Primera fase, Grupo B | 41.000       |
| 18 de junio de 2006 | Japón      | 0–0       | Croacia           | Primera fase, Grupo F | 41.000       |
| 22 de junio de 2006 | Ghana      | 2–1       | Estados Unidos    | Primera fase, Grupo E | 41.000       |
| 25 de junio de 2006 | Portugal   | 1–0       | Países Bajos      | Octavos de final      | 41.000       |